# أوكتافيا ويليامز بيتس
أوكتافيا ويليامز بيتس (1846-12 يناير 1911) ناشطة أمريكية في حق التصويت، وعضو في حركة النادي النسائي، ومؤلفة من القرن التاسع عشر الطويل. شاركت في الحركات النسائية المرتبطة بالتعليم العالي والحق في التصويت السياسي. ربما كانت بيتس مرتبطة رسميًا بالمزيد من المجتمعات التي تتطلع إلى هذه الغايات أكثر من أي امرأة أخرى في وقتها في ميشيغان، إن لم يكن في الولايات المتحدة. سافرت إلى أجزاء مختلفة من الولايات المتحدة وكندا، وكانت مهتمة بشكل خاص بحركة حق المرأة في التصويت. في عام 1899، بعد حضور مؤتمر في بالتيمور بولاية ماريلاند، انجذبت بيتس إلى المدينة لدرجة أنها جعلتها موطنها الدائم.

## حياتها المهنية
في جميع الحركات التي تتطلع إلى التعليم العالي والحق في التصويت السياسي للمرأة، كانت بيتس عاملة لفترة طويلة، ومثابرة، وقادرة. ربما كانت مرتبطة رسميًا بمجتمعات تتطلع إلى هذه الغايات أكثر من أي امرأة أخرى في وقتها في ميشيغان، إن لم يكن في الولايات المتحدة. كانت عضوًا في بنات الثورة الأمريكية. كانت عضوًا في مجلس إدارة جمعية النهوض بالمرأة، وعضوًا في مجلس إدارة الاتحاد العام للأندية النسائية، ورئيسًا للجنة المراسلات الأجنبية لتلك المنظمة، والتي تألفت من نحو 500 نادي فيدرالي وبلغ عدد النساء فيها ما بين 40,000 و50,000 امرأة. كانت بيتس أيضًا عضوًا في لجنة الملابس التابعة للمجلس القومي للمرأة، وهي منظمة تضم نحو 1,000,000 عضوًا. كانت بيتس رئيسة لنادي ديترويت للمرأة، ورئيسة لجمعية ديترويت لحق الاقتراع المتساوي، وارتبطت بالعديد من النوادي والجمعيات الأخرى.
في أعمال مؤتمرات المعرض الكولومبي العالمي (1893)، ولا سيما المؤتمرات النسائية، كانت بيتس بارزة جدًا. كانت عضوة في لجنة مقاطعة واين لعمل المرأة، ومندوبتها في المؤتمرات. قرأت ورقتين أمام المؤتمر العالمي للمرأة الممثلة، إحداهما أمام المؤتمر الزراعي، والأخرى في مبنى المرأة، إلى جانب قراءة أربع أوراق أخرى للكتّاب الذين لم يتمكنوا من حضور المؤتمرات. من المحتمل أن يكون عمل بيتس فيما يتعلق بهذه المؤتمرات، على المنصة وفي عمل اللجان، ومن أهم أعمالها وأبعدها أثرًا. كان تأثير هذه المؤتمرات، لا سيما في البلدان الأجنبية، مقنعًا. كان التأثير ملحوظًا في الولايات المتحدة، بل وحصلت المرأة بالفعل على مركز أكثر تقدمًا بكثير مما كانت عليه في العديد من البلدان الأخرى في العالم. كانت عناوين الأوراق التي قرأها بيتس هي «عقبات أمام تحسين اللباس» و«أخلاقيات اللباس» و «قانون الاقتراع البلدي الجديد للمرأة في ميشيغان» و«حياة النادي للنساء في مزرعة»، وكان آخرها أمام المؤتمر الزراعي. بالإضافة إلى أوراقها الخاصة في مؤتمرات المعرض العالمي، قرأت بيتس أوراقًا لبيلفا آن لوكوود، والرئيسة سارة براون إنغرسول كوبر، من الرابطة الدولية لرياض الأطفال، وأخيرًا واحدة للبارونة ثوربورغ راب، من السويد، التي أرسلها مجلس النواب السويدي إلى المعرض، وكان الملك حاضرًا في الجلسة.
في عام 1899، كانت عضوًا من الولايات المتحدة في المؤتمر الدولي للمرأة في لندن.
بالإضافة إلى عملها قبل المؤتمرات والنوادي النسائية وخطاباتها أمام كليات البنات، كانت بيتس كاتبة بارزة في المجلات والمجلات اليومية. من بين هذه المجلات ذي آرينا والعديد من المجلات الأخرى لتلك الفئة، وخاصة المجلات النسائية.

## حياتها الخاصة
جاءت بيتس إلى بالتيمور بولاية ماريلاند عام 1899 لتخاطب المؤتمر الدولي لأمناء بنات الملك. وفقًا لبيانها الخاص، فإن الجو الاجتماعي الراقي للمدينة وكرم ضيافة أهلها أثر بها بشدة لدرجة أنها جعلت بالتيمور منزلها الدائم. عاشت في شقق ماونت رويال، بالتيمور، لعدة سنوات.